# Reserva índia Yurok
La tribu yurok de la reserva Yurok' es troba en parts del comtat de Del Norte i el comtat de Humboldt (Califòrnia), a Califòrnia, en una franja estreta de 44 milles en el riu Klamath. És una ranxeria dels yuroks i una tribu reconeguda federalment.
L'extensió de la reserva és de 84,714 milles quadrades (219,408 km²), i té gairebé 5.000 membres registrats, cosa que els converteix en la tribu índia més gran de Califòrnia. La reserva és travessada per l'autopista 169 des del sud, i acaba dins la reserva. Està vorejada per la reserva índia Hoopa al sud. Es troba al costat del Parc Nacional Redwood a l'oest. El cens de 2000 va registrar una població resident de 1.103 persones al territori de reserva, sobretot en la comunitat de Klamath, al límit septentrional de la reserva. La ranxeria Resighini, una altra reserva separada, situada just al sud de Klamath, és un enclavament en el territori yurok.